# إيميت نيلسون
إيميت نيلسون (بالإنجليزية: Emmett Nelson)‏ هو لاعب كرة قاعدة أمريكي، ولد في 26 فبراير 1905 في فيبورغ في الولايات المتحدة، وتوفي في 25 أغسطس 1967 في سو فولز في الولايات المتحدة.

## وصلات خارجية
- إيميت نيلسون على موقع دوري كرة القاعدة الرئيسي (الإنجليزية)
- إيميت نيلسون على موقعبيزبول رفرنس.كوم (الدوري الرئيسي) (الإنجليزية)
- إيميت نيلسون على موقعبيزبول رفرنس.كوم (الدوري الثانوي) (الإنجليزية)